# Molles
Molles település Franciaországban, Allier megyében. Lakosainak száma 916 fő (2022. január 1.). Molles Busset, La Chapelle, Cusset, Isserpent, Nizerolles, Saint-Christophe-en-Bourbonnais, Saint-Étienne-de-Vicq és Arronnes községekkel határos.

## Népesség
A település népességének változása:
| Lakosok száma | 737  | 688  | 732  | 781  | 863  | 877  | 898  | 914  | 924  | 916  |
|               | 1968 | 1982 | 1990 | 2006 | 2013 | 2015 | 2017 | 2019 | 2020 | 2022 |